# Sieben Arten

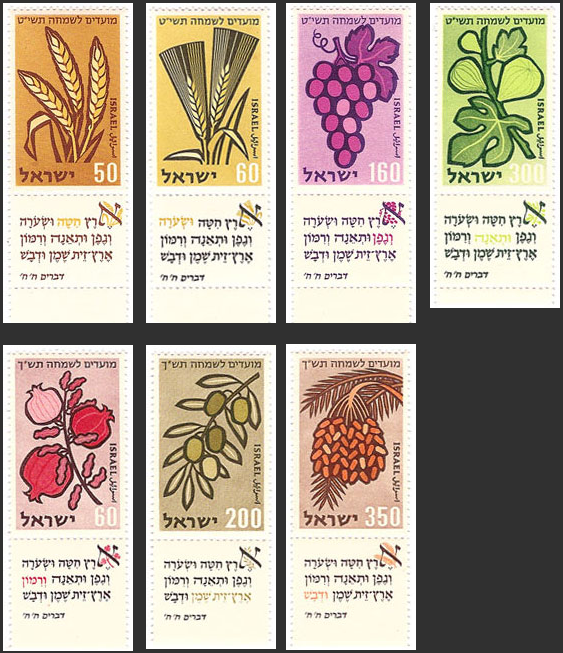
Die Sieben Arten auf israelischen Sonderbriefmarken 1958

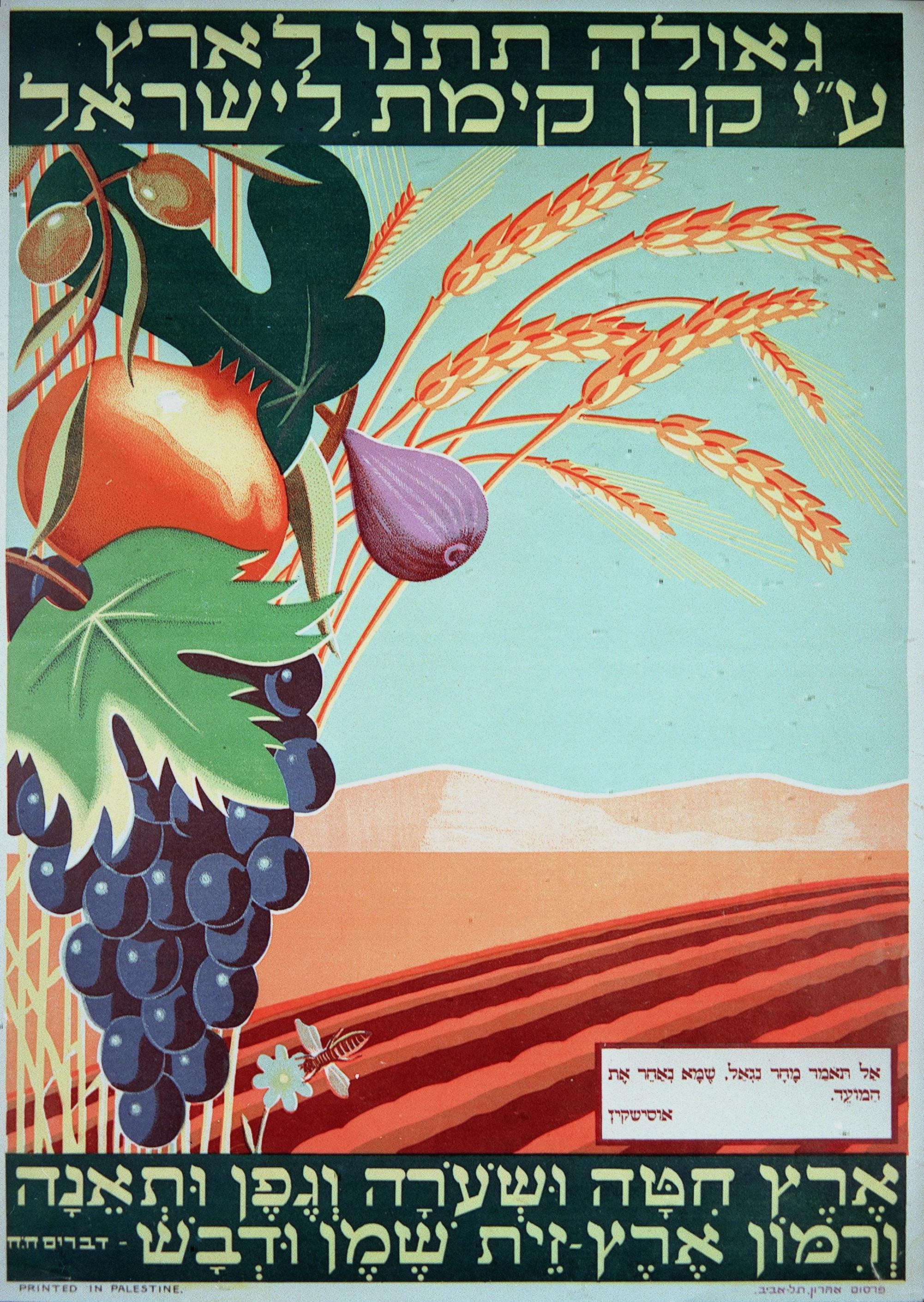
Plakat des Jewish National Fund, 1940er Jahre. Am unteren Rand wird Dtn 8,8 zitiert.

Als Sieben Arten (hebräisch שבעת המינים shiv‘at ha-minim) werden sieben landwirtschaftliche Produkte bezeichnet, die in der Hebräischen Bibel als kennzeichnend für das Land Israel genannt werden. Die Sieben Arten haben in der jüdischen Tradition und Kunst einen besonderen Stellenwert. Sie werden zum Beispiel als Dekoration auf religiösen Objekten dargestellt.

## Hebräische Bibel
In Dtn 8,8   wird Kanaan charakterisiert als „ein Land mit Weizen und Gerste, mit Weinstock, Feigenbaum und Granatbaum, ein Land mit Ölbaum und Honig.“
1. Weizen (hebräisch חִטָּה ḥiṭṭāh) wurde im Frühsommer geerntet (Mai/Juni). Das Mehl diente zum Brotbacken; Weizenkörner wurden aber auch roh oder geröstet gegessen.[1]
2. Gerste (hebräisch שְׂעֹרָה śəʻorāh): Als Brotgetreide weniger wertvoll als Weizen, wurde Gerste vor allem in niederschlagsärmeren Gegenden angebaut, wie den Randgebieten der Judäischen Wüste und des Negev.[2] Die Gerstenernte fand rund einen Monat vor der Weizenernte statt.[3]
3. Weinstock (hebräisch גֶ֥פֶן gæfæn): Die Weinlese war im August/September. In Israel/Palästina wurde ausschließlich Rotwein angebaut. Minderwertiger Wein konnte als „Mischwein“ mit Gewürzen verbessert werden. Den Wein mit Wasser zu verdünnen, wurde erst in hellenistischer Zeit üblich.[4]
4. Feigenbaum (hebräisch תְּאֵנָה tə’enāh): Bei den Früchten unterschied man Frühfeigen (Mai/Juni) und Spätfeigen (August/September). Sie waren ein wichtiges Nahrungsmittel, da sie auch getrocknet und zu Feigenkuchen gepresst gelagert werden konnten.[5]
5. Granatbaum (hebräisch רִמּוֺן rimmôn): Die ab September geernteten, leuchtend roten Früchte waren ein Symbol für Fruchtbarkeit und Leben. Zu den Hauptnahrungsmitteln zählten sie nicht. Der Saft konnte zu Most verarbeitet werden.[6]
6. Ölbaum: Das Wort hebräisch זַיִת zajit bezeichnet sowohl den Ölbaum als auch die Oliven (als Kollektivbegriff).[7] Die eigentliche Olivenernte war im Oktober; die Früchte wurden zu Öl verarbeitet. „Eine Verwendung von Oliven als Nahrungsmittel ist biblisch nicht zu belegen.“[8]
7. Honig: Das hier mit Honig übersetzte Wort, hebräisch דְּבַשׁ dəvaš, bezeichnet auch den durch Kochen eingedickten Fruchtsaft (Sirup) von Trauben und Datteln.[9] Die ältere Forschung nahm an, dass Imkerei in Israel/Palästina erst in hellenistischer Zeit üblich wurde und bis dahin nur Honig von Wildbienen zur Verfügung stand. Das sprach für das Verständnis von dəvaš als Fruchtsirup, da es in Dtn 8,8 ja um landwirtschaftliche Produkte geht.[10] Aber durch die Imkerei von Tel Rechov ist die Bienenhaltung archäologisch schon für das 10./9. Jahrhundert v. Chr. bezeugt.[11] In der rabbinischen Auslegungstradition wurde dəvaš als Dattelhonig verstanden.

Daraus ergibt sich folgende Zusammenstellung von sieben landwirtschaftlichen Produkten: Weizen, Gerste, Weintrauben, Feigen, Granatäpfel, Oliven und Datteln. Samson Raphael Hirsch vermutete, vom Weinstock bis zur Dattelpalme seien die Arten so geordnet, dass sie „immer wärmeren Klimaten“ angehörten. „Es hat somit dieses Land den glücklichen Vorzug, eine Fülle der vorzüglichsten Früchte aller Zonen zu tragen.“

## Mischna
Die ersten Früchte (Bikkurim) der neuen Ernte wurden zum Jerusalemer Tempel gebracht, und zwar in der Zeit vom Wochenfest (Schawuot) bis zum Laubhüttenfest (Sukkot). Die Mischna konkretisierte, dass mit der Darbringung der Erstlinge (Dtn 26,1–11 ) die schönsten Früchte der Sieben Arten gemeint seien.

„Wie sondert man die Erstlinge ab? Man geht in sein Feld, sieht eine reifende Feige, eine reifende Weintraube, einen reifenden Granatapfel, bindet sie mit einer Binse und sagt: «Siehe, diese sind Erstlinge!»“

Das Gebot kann nach der Zerstörung des Tempels nicht mehr befolgt werden.

## Tu biSchevat
Am Fest Tu biSchevat wurde in den Jahrhunderten der Diaspora an die Natur des Landes Israel erinnert, und jüdische Familien brachten an diesem Tag nach Möglichkeit Früchte des Landes Israel auf den Tisch, um darüber einen Segensspruch sprechen zu können. „Auch heute decken wir am 15. Schwat den Tisch, indem wir die schönsten Früchte aus dem Land Israel auftragen, insbesondere jedoch die sieben Arten, mit denen das Land gesegnet war.“ Die meist säkularen Kibbutzim und Moschavim entwickelten im 20. Jahrhundert neue Erntefeste, die sich unter anderem auf die in Dtn 8,8  genannten sieben Früchte des Landes Israel beziehen.

## Christliche Rezeption

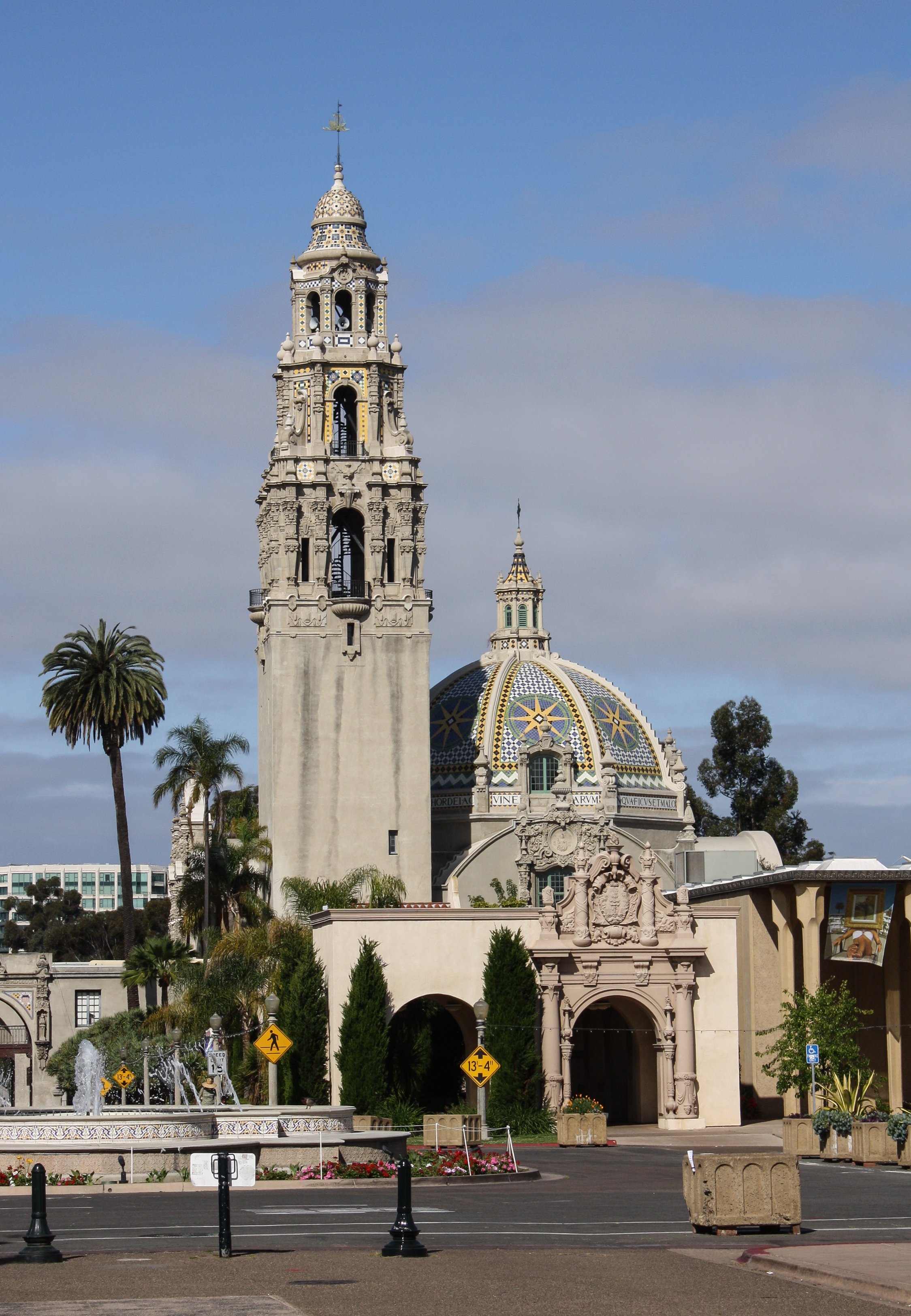
Dtn 8,8 als lateinische Inschrift an der Kuppel des California Building, San Diego: (die sichtbaren Versteile unterstrichen)

Den Vers Dtn 8,8  verwendeten franziskanische Chroniken der spanischen Kolonialzeit oft zur Beschreibung der Fruchtbarkeit von Kalifornien. Darauf Bezug nehmend, wurde er 1915 als umlaufende lateinische Inschrift an der Kuppel des California Building (Museum of Us) im Balboa Park, San Diego, angebracht.